# Veronica spirei
Veronica spirei är en grobladsväxtart som beskrevs av Bonati. Veronica spirei ingår i släktet veronikor, och familjen grobladsväxter. Inga underarter finns listade i Catalogue of Life.